# Liman de Berezan
Le Liman de Berezan ou Estuaire de Berezan (ukrainien : Березанський лиман, turc : Büzülu liman), est un estuaire ouvert sur la côte nord de la mer Noire, à l'ouest de la ville d'Otchakov, d'une longueur de 26 km et d'une largeur de 4 km à son extrémité sud. Il est séparé de la mer par un banc de sable ou cordon littoral qui comporte un canal de 640 m. La côte est faite de falaises. Deux affluents, le fleuve Berezan et la rivière Sassyk, alimentent cet estuaire.